# Puerto de Hamburgo
El puerto de Hamburgo (en alemán: Hamburger Hafen, pronunciado /ˈhamˌbʊʁɡɐ ˈhaːfn̩/) es un puerto de aguas profundas sobre el río Elba en Hamburgo, al norte de Alemania. El puerto se extiende sobre el delta interna de Hamburgo, dando paso al ensanchamiento del curso inferior del Elba en su último tramo antes de desembocarse en el mar del Norte. Es llamado «la puerta al mundo de Alemania» y es el puerto más grande de ese país y uno de los mayores del mundo.
Su localización es naturalmente aventajada y crea un lugar ideal para un complejo portuario con depósitos e instalaciones para trasbordos. También el régimen de puerto libre es muy favorable para utilizar esta vía de entrada y salida de mercaderías.
Es uno de los primeros puertos en el mundo por el volumen de manejo de contenedores. Su historia es casi tan larga como la de la ciudad de Hamburgo, ya que fue fundado en el año 1189 y por siglos ha sido un puerto fundamental en Europa.
El uso principal del puerto es el manejo de carga, otra rama importante de la economía en el puerto es la producción industrial y procesamiento de materias primas, en particular la refinería de aceite mineral, también hay molinos de granos y operaciones de procesamiento de café y té. La importancia de la construcción naval en el puerto de Hamburgo ha disminuido constantemente desde la década de 1960. Desde el cambio de milenio, se ha registrado un crecimiento en el transporte de pasajeros, particularmente las líneas de cruceros.

## Vista panorámica

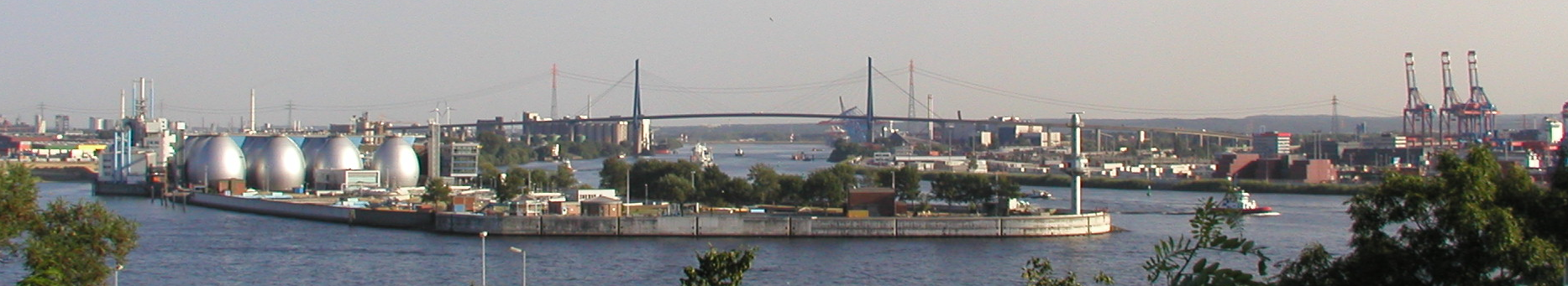
Vista panorámica del puerto de Hamburgo.